# Pedro G. Ferreira
Pedro Gil Ferreira (Lisboa, 18 março de 1968) é um astrofísico e autor luso-britânico. É professor de astrofísica na Universidade de Oxford e membro do Oriel College.

## Biografia
Pedro G. Ferreira nasceu em Lisboa e estudou no Instituto Superior Técnico da Universidade Técnica de Lisboa entre 1986 e 1991, onde se formou em engenharia. Entretanto, aprendeu sozinho a teoria da relatividade geral. Realizou o seu doutoramento em física teórica no Imperial College, London, sob a supervisão de Andy Albrecht e Neil Turok. Fez pós-doutoramentos em Berkeley e no CERN, antes de regressar ao Reino Unido para integrar o departamento de astrofísica na Universidade de Oxford como investigador e docente. Tornou-se professor de astrofísica nessa universidade em 2008. É diretor do Programa de Cosmologia Computacional na Oxford Martin School desde 2010 e dirige também o programa de 'artista residente'. Dá regularmente aulas no African Institute for Mathematical Sciences e é presença frequente na televisão e na rádio como comunicador de ciência.

## Investigação
Os principais interesses de Pedro G. Ferreira enquadram-se na teoria da relatividade geral e na cosmologia teórica. É autor de mais de 100 publicações em revistas científicas com revisão por pares. Em 1997, com Michael Joyce, foi um dos primeiros a propor modelos de campos escalares de quintessência como possível explicação para a matéria escura. Pedro G. Ferreira foi ainda membro das colaborações responsáveis pelas experiências em balões para estudo da radiação cósmica de fundo MAXIMA e BOOMERanG, que mediram as oscilações acústicas bariónicas da radiação cósmica de fundo. Está atualmente envolvido em várias propostas para testar a teoria da relatividade geral usando o telescópio espacial Euclid e o rádio-telescópio Square Kilometre Array.

## Media
Pedro G. Ferreira é um colaborador regular da imprensa científica, incluido a Nature, a Science e a New Scientist e foi autor de dois livros de divulgação de ciênica sobre cosmologia e sobre a história da teoria da relatividade geral. Um deles, A Teoria Perfeita, foi finalista em 2014 dos Royal Society Winton Prize for Science Books. É presença regular na televisão e na rádio para discutir notícias de astrofísica e cosmologia, e contribuiu para vários documentários sobre ciência e matemática da BBC e do Discovery Channel, entre outros. Em 2016, foi membro da comissão editorial do  Open Journal of Astrophysics.

## Livros
Em inglês:
- Ferreira, Pedro G. (2006). The State of the Universe - A Primer in Modern Cosmology. [S.l.: s.n.] ISBN 978-0297847403
- Ferreira, Pedro G. (2014). The Perfect Theory: A Century of Geniuses and the Battle over General Relativity. [S.l.: s.n.] ISBN 978-1408703106[3]

Em português:
- O estado do universo (2007);
- Uma Teoria Perfeita (2014).

## Televisão e vídeo
- Stephen Hawking: Master of the Universe (Channel 4) 2008
- The One Show (BBC) 2009
- Naked Science: Hawking’s Universe (National Geographic) 2009
- Horizon: Is Everything We Know About the Universe Wrong? (BBC) 2010
- Beautiful Equations (BBC) 2010
- The Beauty of Diagrams (BBC) 2010